# 社会主义平等党 (德国)
社会主义平等党（德語：Sozialistische Gleichheitspartei，缩写为SGP）是德国的一个托洛茨基主义政党。该党成立于1997年，前身是社会主义工人联盟。该党初名争取社会平等党；2017年2月18日—19日，改用现名。该党的政治立场是极左翼。该党的总部位于埃森。该党是第四国际国际委员会的支部。